# (238710) Halassy
(238710) Halassy est un astéroïde de la ceinture principale.

## Description
(238710) Halassy est un astéroïde de la ceinture principale. Il fut découvert le 4 avril 2005 à Piszkesteto par Krisztián Sárneczky. Il présente une orbite caractérisée par un demi-grand axe de 2,77 UA, une excentricité de 0,07 et une inclinaison de 4,9° par rapport à l'écliptique.

## Compléments